# Arctosa hottentotta
Arctosa hottentotta este o specie de păianjeni din genul Arctosa, familia Lycosidae, descrisă de Roewer, 1960.
Este endemică în Namibia. Conform Catalogue of Life specia Arctosa hottentotta nu are subspecii cunoscute.